# 烏斯蒂尼夫卡區

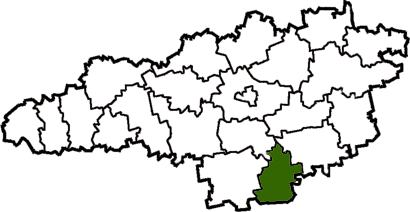
烏斯蒂尼夫卡區在基洛夫格勒州的位置

47°57′44″N 32°31′9″E / 47.96222°N 32.51917°E
烏斯蒂尼夫卡區（烏克蘭語：Устинівський район）是位於烏克蘭中部基洛夫格勒州的舊區，区府为烏斯蒂尼夫卡，並於2020年被撤銷。該區面積942平方公里，2013年人口13,534，人口密度每平方公里14.4人。